# Catalogue of Star Clusters and Associations
Catalogue of Star Clusters and Associations (Katalog gromad gwiazd oraz asocjacji) – katalog astronomiczny obiektów gwiazdowych. Katalog ten został zestawiony w 1958 roku w Pradze przez Georga Altera, J. Ruprechta i V. Vanýska. Obiekty katalogu są oznaczone jako OCl + numer katalogowy, np. OCl 168, OCl 829 lub OCl 1028. Katalog ten zawiera 1039 gromad otwartych, 5 gromad ruchomych, 11 grup gwiazd, 70 asocjacji OB, 125 gromad kulistych oraz 28 systemów obiektów pozagalaktycznych (głównie gromad gwiazd i asocjacji). 
Drugie wydanie katalogu zostało zestawione w 1970 roku w Budapeszcie przez Georga Altera, Belę Balazsa i J. Ruprechta.